# Утро долгого дня
«Утро долгого дня» (латыш. Ilgās dienas rīts) — советский героико-приключенческий фильм, снятый в 1968 году режиссёром Адой Неретниеце на Рижской киностудии. Фильм посвящён событиям Гражданской войны в России и отражает борьбу красных отрядов в Якутии.

## Сюжет
Во время Гражданской войны белогвардейцы, стремясь к захвату Сибири, решают начать с Якутии. Они берут в плен разведывательный отряд Яна Крастса. Однако красным удаётся избежать расправы, преградить путь генералу Павлову и удерживать Якутск до прибытия частей Красной Армии.

## Производство
Режиссёр: Ада Неретниеце
Сценарист: Ян Плотниекс
Оператор: Вадим Масс
Композитор: Ромуалдс Калсонс
Художник-постановщик: Гунар Балодис
Производство: Рижская киностудия
Год выпуска: 1968
Продолжительность: 91 минута
Жанр: военный, приключения

## В ролях
- Улдис Пуцитис — Янис Крастс
- Эдгар Гиргенсонс — Андрис
- Наталья Христофорова (якут.) — Аана
- Мария Подгурская — Ивлева
- Мария Кривогорницына — Кюннэ
- Роберт Зебергс — Крумс
- Геннадий Нилов — Снегин
- Владимир Жук — Алданов
- Спиридон Григорьев — Кустуров
- Фрументий Сайронов — Никус
- Христофор Максимов — Додор
- Константин Ануфриев — генерал Пелов
- Владислав Ковальков — Морозов
- Леонид Сатановский — Кулаков
- Юрий Цивьян — Саша
- Волдемар Лобиньш — белогвардейский капитан (эпизод)
- Юрис Каминскис — эпизод
- Эгонс Бесерис — эпизод

## Интересные факты
Прототипом главного героя является революционер, красный командир и писатель Янис Стродс.
Фильм снимался в Якутии на территории колхоза имени Ивана Строда. Сотрудники Института языка, литературы и истории г.Якутска консультировали создателей фильма по якутскому языку и обычаям.